# Барбара Гордън
Барбара Гордън (на английски: Barbara Gordon) е измислена супергероиня на ДиСи Комикс, чието име често се свързва с това на Батман. Създадена е от Уилям Дозиър, Джулиъс Шуорц и Кармайн Инфантино. По желание на продуцентите на сериала „Батман“ от 60-те Шуорц, който е тогавашният редактор на ДиСи, опълномощава създаването на женски вариант на Батман, който да бъде представен едновременно в комиксите и в третия сезон на сериала. Тя прави първата си поява като Батгърл в Detective Comics бр. 359 (1967 г.), написан от Гарднър Фокс и илюстриран от Кармайн Инфантино. Тя е дъщерята на полицейския комисар Джеймс Гордън.